# مارجوري سينشال
مارجوري سينشال (بالإنجليزية: Marjorie Senechal)‏ عالمة رياضيات ومؤرخة علوم أمريكيّة وُلدت عام (1939). عملت كأستاذ في قسم الرياضيات وتاريخ العلوم والتكنولوجيا في كلية سميث –كلية خاصة بالعلوم الحرة للمرأة بماساتشوستس- ورئيس تحرير في مجلة Mathematical Intelligancer المُتخصصة في الرياضيّات. اشتُهرت سينشال بعملها على تغطية الصور بالفُسيفساء والبللورات، كما درست بطاريات بارثيان الكهربائيّة القديمة ونشرت العديد من الكتب عن الحرير.

## سيرتها الذاتيّة
وّلدت سينشال في شارع لويس ميسوري وكانت الطفلة الأكبر من أربعة أطفال لأبراهام ويكلر، وهو طبيب في خدمة الصحة العامة بالولايات المُتحدة الأمريكيّة. انتقلت العائلة بعد ذلك إلى لكسنجتون بولاية كنتاكي الأمريكية لتنمو سينشال على أراضي مُخصصّة لمَشفى لكسنجتون لإدمان المخدراتوهي في الأصل عبارة عن مزرعة لسجن لكسنجتون لمُدمني المُخدرات، حيثُ كان يعمل والدها مديرًا مساعدًا في هذا المشفى. تعلّمت سينشال في مدرسة التدريب بجامعة كنتاكي، وهي مدرسة صغيرة تحتوي على فصل واحد لكل صف دراسي. كتبت سينشال لاحقًا في مُذكراتها أنَّ زُملائها الساخطون عليها، والتدريب السهل الذي تحصل عليه في المدرسة والتمييز ضد اليهود جعلهوها غير راضية عن الأوضاع التي تعيشها بعد انتقال أسرتها إلى ولاية كنتاكي حيثُ عمل والدها.
غادرت سينشال مدرسة لافييتا الثانويّة بعد أن حصلت على المركز الحادي عشر من بين زُملائها لتبدء رحلتها بعد ذلك في دراساتها الجامعيّة كطالبة بالمرحلة التمهيديّة في جامعة شيكاغو، لكنها سرعان من تحولت رغباتها تجاه الرياضيات، وتخرجت سينشال عام (1960). وأثناء عملها على دراساتها العليا بمعهد إلينيوس للتكنولوجيا، تزوجت من عالم الرياضيات ليستر سينشال، لتنتقل معه بعد ذلك لولاية إريزونا حتى قبل إكمال درجتها العلمية التي كانت تعمل عليها. ورغم هذا، فقد حصلت على درجة الدكتوراة تحت إشراف آبي سكلار والتي كانت تتعلق بالمعادلات الوظيفيّة.
لم تكُن سينشال قادرة على الحصول على وظيفتها بهيئة التدريس بجامعة إريزونا بسبب الإجراءات المُتخذة ضد المحسوبيّة في هذا المكان، لكن من حُسن الحظ، سافرت هي وزوجها إلى البرازيل بعد أن حصلت على منحة فولبريت الدراسيّة، وليس هذا فقط، بل سافرت في العديد من الرحلات البحثيّة إلى فرنسا، وتشيكوسلوفاكيا، وهولندا، والفلبين، والاتحاد السوفيتي، والصين كما قامت برحلة جانبيّة إلى منزل أجدادها في بروزنا بأوكرانيا. انتقالت سينشال هي وزوجها بعد ذلك إلى ماساتشوستس حيثُ التحقت بالهيئة التدريسيّة بسميث وفيها أكملت مسيرتها المهنيّة للنهاية.
انفصلت سينشال عن زوجها في نهاية المطاف لتتزوج من المصور الفوتوغرافي ستان شيرر عام (1989). تقاعدت سينشال عام (2007) بعد أن أُيم لها احتفال كبير عام (2006)، والذي تضمن الكثير من العروض المسرحيّة منها أداء مسرحيّة موسيقيّة والتي كتبتها هي مع عضو مسرح The Talking Band إيلان مادو والتي كانت تدور حول حياة عالم الرياضيات الهاوٍ روبرت أممان.

## الجوائز والمكافآت
فازت سينشال بجائزة كارل بي ألندورفر Carl B. Allendoerfer من الجمعيّة الأمريكيّة للرياضياتكمُكافأة لتميُزها في الكتابة التفسيريّة في مجلة الرياضيات عام (1982)، لمقالها والذي جاء بعنوان «أي سطح رباعي الاوجه يملأ الفراغ؟» وفاز كتابها الشهير الحرير الأمريكي (1830-1930) عام (2008) بجائزة ميليا ديفينبورت للنشر من الجمعية الامريكيّة للأزياء. كما حصلت سينشال على الزمالة من الجمعيّة الرياضيّة الأمريكيّة عام (2002).

## الكتب
- التماثلات البللوريّة: مقدمة رياضيّة غير رسميّة عام (1990)[14][15]
- البللورات وعلم الهندسة: صحافة جامعة كمبريدج عام (1995)[16][17][18]
- حياة طويلة لأطفالك!: صحافة جامعة ماساتشوستس عام (1997)[19]
- قرن حرير في نورثامبتون: مدينة نورثامبتون، ماساتشوستس عام (2004)[20]
- الحرير الأمريكي 1830-1930: رواد الأعمال والتحف الفنيّة مع جاكلين فيلد، ومادلين شو: صحافة جامعة تكساس التقنيّة عام (2012)[21][22][23][24][25]
- I Died For Beauty: دوروثي رينش and the Cultures of Science (Oxford University Press, 2012)[26][27][28][29]